# Експлозии на пейджъри в Ливан и Сирия през 2024 г.
На 17 и 18 септември 2024 г. хиляди ръчни пейджъри и стотици уоки-токита, които Хизбула и ливанската политическа партия и милиция използват, експлодират едновременно в Ливан и Сирия. Към 19 септември са убити 37 души, включително най-малко 12 цивилни. Според неназовани източници на „Ню Йорк Таймс“, Израелските разузнавателни служби прихващат доставките на пейджърите и ги оборудват с експлозивен материал. Инцидентът е описан като „най-големият пробив в сигурността на организацията досега“.
Експлозиите от 17 септември, които включват пейджъри се случват около 15:30 ч.; те убиват най-малко 12 души и раняват повече от 2750. Много от жертвите са членове на Хизбула, (включително цивилни членове на организацията) и други цивилни, както и деца. Експлозии на уоки-токита от 18 септември убиват най-малко 25 души и раняват 708. Друга електроника, като биометрични устройства за пръстови отпечатъци, също се съобщава, че експлодира, но няма потвърждение дали тези устройства се запалват от експлозии или се самодетонират. Източник на „Ройтерс“ казва, че ръчните радиостанции са закупени от Хизбула пет месеца преди атаката, приблизително по същото време като пейджърите.
Експлозиите засягат няколко района в Ливан, включително предградието Бейрут, Южен Ливан, и долината Бекаа на границата със Сирия, за които се смята, че има присъствие на Хизбула. Не е ясно дали само членове на Хизбула носят пейджърите. Около 150 болници в Ливан приемат жертви на атаката, което предизвиква хаос пред болниците. Сред убитите има двама бойци на Хизбула и две деца. Посланикът на Иран в Ливан е ранен от взривен пейджър. Международни служители и изследователи на военното право поставят под въпрос законността на атаките на пейджъри съгласно Протокола за мини, мини-капани и други устройства.
През февруари 2024 г. генералният секретар на Хизбула, Хасан Насрала, казва на членовете на групата да използват пейджъри вместо мобилни телефони, и твърди че Израел иам достъп до мрежата им за мобилни телефони. След това Хизбула закупува нова марка пейджъри, модели „Голд Аполо AR924“, внесени от Тайван. Хасан Насрала, отговаря на експлозиите и ги описва като акт на война и може би обявяване на война от Израел. Хизбула се зарича да отмъсти. След експлозиите израелският министър на отбраната Йоав Галант обявява „нова фаза“ на войната срещу Оста на съпротивата, с акцент върху северната част на Израел (която граничи с Ливан).